# Sluiter (geslacht)
Sluiter is een Nederlandse familie, afkomstig uit Borculo die predikanten, hoogleraren en een kunstenaar voortbracht.

## Geschiedenis
De stamreeks begint met Albert Sluiter, burgemeester van Borculo. Zijn zoon was brouwer in Neede, een kleinzoon de eerste predikant van de familie.
In 1923 werd de familie opgenomen in het genealogisch naslagwerk Nederland's Patriciaat.

## Enkele telgen
Albert Sluiter, burgemeester van Borculo
- Tileman Sluiter, brouwer te Neede
  - ds. Willem Sluiter (1627-1673), predikant
    - ds. Joannes Sluiter (1664-1742), predikant
      - ds. Willem Sluiter (1700-1776), predikant
        - ds. Joannes Sluiter (1742-1782), predikant
          - ds. Isaac Sluiter (1779-1836), predikant
            - Eva Joanna Wilhelmina Sluiter (1807-1874); trouwde in 1829 met prof. mr. Frans de Greve (1803-1877), president van de Hoge Raad der Nederlanden
            - ds. Jan Jacob Sluiter (1808-1900), predikant
              - Isaac Sluiter (1839-1907), luitenant der artillerie, directeur van de Staatsspoorwegen in Nederlands-Indië

            - Rutger Alexander Wilhelm Sluiter (1824-1898), kolonel der artillerie, lid van de gemeenteraad van 's-Gravenhage

          - prof. mr. Jan Otto Sluiter (1782-1815), hoogleraar te Deventer
            - dr. Jan Willem Sluiter (1808-1886), conrector van het Rotterdams Gymnasium
              - mr. Jan Willem Sluiter (1839-1902), notaris
                - Jan Willem Sluiter (1873-1947), kunstschilder, tekenaar en grafisch ontwerper

            - ds. Hermanus Hendricus Sluiter (1814-1885), predikant
              - Jan Otto Herman Sluiter (1853-1921), landdrost in Transvaal, Zuid-Afrika
                - Margaretha Magdalena Sluiter (1879-1970); trouwde met dr. Aart Jurriaanse, chirurg (1872-1970)
                  - Wilhelmina Philippina Jurriaanse (1916); trouwde in 1940 met ir. Reep verLoren van Themaat (1914), mede-vennoot Ing. Bur. v/h van Hasselt & de Koning, lid van de familie Verloren

              - prof. dr. Carel Philip Sluiter (1854-1933), hoogleraar te Amsterdam
              - dr. Jan Willem Sluiter (1857-1928), leraar aan het gymnasium in Rotterdam
                - Jan Willem Marie Sluiter (1894-1973), tuinarchitect